# Rumford-Preis
Der Rumford-Preis ist ein Wissenschaftspreis für Physik. Er wird von der American Academy of Arts and Sciences an Wissenschaftler, die in den USA arbeiten, für Entdeckungen auf dem Gebiet der Wärmelehre und Optik vergeben.
Obwohl die Akademie bereits 1796 von Graf Rumford eine Stiftung von 5.000 Dollar zur Errichtung des Preises erhielt, wurde der Preis erst 1839 zum ersten Mal verliehen. Heute ist er einer von acht Preisen, die von der Akademie vergeben werden. Der Preis sollte nach dem Willen des Stifters alle zwei Jahre vergeben werden, wurde aber tatsächlich immer in unregelmäßigen Abständen von einem bis mehreren Jahren jeweils an einen oder mehrere Wissenschaftler vergeben. Der Preis besteht aus einer vergoldeten Silbermedaille.

## Liste der Preisträger
- 1839: Robert Hare
- 1862: John Ericsson
- 1865: Daniel Treadwell
- 1866: Alvan Clark
- 1869: George Henry Corliss
- 1871: Joseph Harrison Jr
- 1873: Lewis Morris Rutherfurd
- 1875: John William Draper
- 1880: Josiah Willard Gibbs
- 1883: Henry Augustus Rowland
- 1886: Samuel Pierpont Langley
- 1888: Albert A. Michelson
- 1891: Edward Charles Pickering
- 1895: Thomas Alva Edison
- 1898: James Edward Keeler
- 1899: Charles Francis Brush
- 1900: Carl Barus
- 1901: Elihu Thomson
- 1902: George Ellery Hale
- 1904: Ernest Fox Nichols
- 1907: Edward Goodrich Acheson
- 1909: Robert Williams Wood
- 1910: Charles Gordon Curtis
- 1911: James Mason Crafts
- 1912: Frederic Eugene Ives
- 1913: Joel Stebbins
- 1914: William David Coolidge
- 1915: Charles Greeley Abbot
- 1917: Percy Williams Bridgman
- 1918: Theodore Lyman
- 1920: Irving Langmuir
- 1925: Henry Norris Russell
- 1926: Arthur Holly Compton
- 1928: Edward Leamington Nichols
- 1930: John Stanley Plaskett
- 1931: Karl Taylor Compton
- 1933: Harlow Shapley
- 1937: William Coblentz
- 1939: George Russell Harrison
- 1941: Vladimir Zworykin
- 1943: Charles E. Mees
- 1945: Edwin Herbert Land
- 1947: Edmund Newton Harvey
- 1949: Ira S. Bowen
- 1951: Herbert E. Ives
- 1953: Enrico Fermi, Willis E. Lamb und Lars Onsager
- 1955: James Franck
- 1957: Subrahmanyan Chandrasekhar
- 1959: George Wald
- 1961: Charles H. Townes
- 1963: Hans Bethe
- 1965: Samuel Cornette Collins und William David McElroy
- 1967: Robert Henry Dicke und Cornelis Bernardus van Niel
- 1968: Maarten Schmidt
- 1971: Vergabe an drei wissenschaftliche Forschungsgruppen
- 1973: E. Bright Wilson
- 1976: Bruno Rossi
- 1980: Gregorio Weber, Chen Ning Yang und Robert L. Mills
- 1985: Hans Georg Dehmelt, Martin Deutsch, Vernon Willard Hughes und Norman Ramsey
- 1986: Robert B. Leighton, Frank James Low und Gerry Neugebauer
- 1992: James R. Norris, Joseph J. Katz und George Feher
- 1996: John C. Mather
- 2008: Sidney Drell, Sam Nunn, William Perry und George P. Shultz
- 2015: Federico Capasso, Alfred Cho
- 2018: Ernst Bamberg, Ed Boyden, Karl Deisseroth, Peter Hegemann, Gero Miesenböck und Georg Nagel
- 2021: Charles L. Bennett
- 2025: Andrea M. Ghez